# Genoa Cricket and Football Club Waterpolo 1913
Questa voce raccoglie le informazioni riguardanti il Genoa Cricket and Football Club Waterpolo nelle competizioni ufficiali della stagione 1913.

## Stagione
Il Genoa, campione in carica, affronta il suo secondo campionato italiano. Il Genoa conclude il campionato a tre con una vittoria e un pareggio, così da piazzarsi al primo posto con il massimo del punteggio e acquisendo per la seconda volta consecutiva il titolo di Campione d'Italia.

## Rosa
| N° |                   | Ruolo | Giocatore         |
| -- | ----------------- | ----- | ----------------- |
|    | Italia (bandiera) |       | Bertorello        |
|    | Italia (bandiera) |       | Federici          |
|    | Italia (bandiera) |       | Ercole Boero      |
|    | Italia (bandiera) |       | Giancarlo Massola |

| N° |                   | Ruolo | Giocatore            |
| -- | ----------------- | ----- | -------------------- |
|    | Italia (bandiera) |       | Mario Boero          |
|    | Italia (bandiera) |       | Agostino Frassinetti |
|    | Italia (bandiera) |       | Gianbattista Bafico  |

## Risultati

### Campionato
| Castel Gandolfo 1913 | Genoa | 1 – 1 | Partenope |  |

| Castel Gandolfo 1913 | Genoa | 2 – 1 | Lazio |  |